# Cheilosia tupro
Cheilosia tupro är en tvåvingeart som först beskrevs av Speiser 1924.  Cheilosia tupro ingår i släktet örtblomflugor, och familjen blomflugor. Inga underarter finns listade i Catalogue of Life.